# Ljustjärnen (Ramsjö socken, Hälsingland, 690549-149399)
Ljustjärnen är en sjö i Ljusdals kommun i Hälsingland och ingår i Ljusnans huvudavrinningsområde.